# Tropas de bronce
Tropas de Bronce es el primer álbum de estudio de A-Tirador Láser, lanzado a fines de 1996. Según sus integrantes, es un compilado de temas que mezclan varios estilos y que, a la vez presentan poca relación entre ellos a nivel sonido. En este trabajo, el grupo recurrió de manera constante al uso de secuencias y samplers, fórmula que abandonó al encarar su segunda producción.

## Lista de temas
1. Tropas de bronce
2. Sus ramas
3. Instinto de guerrero
4. Hangar
5. Armas del bien
6. Tec-no
7. My way
8. Travesía
9. Marote
10. Resal-Rodarita
11. Tan seco
12. Difteria
13. Tropas II

## Músicos
- Lucas Marti: Voz, guitarras, programación, teclados.
- Nahuel Vecino: Bajo.
- Patricio Moses: Batería.

## Invitados
- Nico Cota: Teclados.
- Capri: Teclados.
- Gustavo Ridlenir: Flauta.
- Ana Álvarez de Toledo: Coros.

- Datos: Q6153283